# Sergio Liani
Sergio Liani (ur. 3 sierpnia 1943 w Rzymie) – włoski lekkoatleta, płotkarz, dwukrotny olimpijczyk.
Zajął 6. miejsce w biegu na 110 metrów przez płotki na mistrzostwach Europy w 1966 w Budapeszcie. Odpadł w półfinale biegu na 50 metrów przez płotki na europejskich igrzyskach halowych w 1967 w Pradze.
Zdobył srebrny medal w biegu na 110 metrów przez płotki na igrzyskach śródziemnomorskich w 1967 w Tunisie, za swym rodakiem Giovannim Cornacchią. Odpadł w półfinale biegu na 50 metrów przez płotki na europejskich igrzyskach halowych w 1968 w Madrycie oraz w półfinale biegu na 110 metrów przez płotki na igrzyskach olimpijskich w 1968 w Meksyku.
Zajął 4. miejsce w biegu na 50 metrów przez płotki na europejskich igrzyskach halowych w 1969 w Belgradzie oraz 8. miejsce w biegu na 110 metrów przez płotki na mistrzostwach Europy w 1969 w Atenach. Odpadł w eliminacjach biegu na 60 metrów przez płotki na halowych mistrzostwach Europy w 1970 w Wiedniu. Zdobył brązowy medal na 110 metrów przez płotki na letniej uniwersjadzie w 1970 w Turynie, przegrywając jedynie z Davidem Hemerym z Wielkiej Brytanii i Güntherem Nickelem z RFN.
Zdobył brązowy medal w biegu na 60 metrów przez płotki na halowych mistrzostwach Europy w 1971 w Sofii, ulegając tylko Eckartowi Berkesowi z RFN i Aleksandrowi Diemusowi ze Związku Radzieckiego. Zajął 6. miejsce w biegu na 110 metrów przez płotki na mistrzostwach Europy w 1971 w Helsinkach. Zdobył srebrny medal w tej konkurencji na igrzyskach śródziemnomorskich w 1971 w Izmirze, za Francuzem Guyem Drutem.
Na igrzyskach olimpijskich w 1972 w Monachium odpadł w półfinale biegu na 110 metrów przez płotki. Na halowych mistrzostwach Europy w 1973 w Rotterdamie odpadł w eliminacjach biegu na 60 metrów przez płotki. Również na eliminacjach zakończył swój start w biegu na 110 metrów przez płotki na mistrzostwach Europy w 1974 w Rzymie i w biegu na 60 metrów przez płotki na halowych mistrzostwach Europy w 1978 w Mediolanie.
Liani był mistrzem Włoch w biegu na 110 metrów przez płotki w 1970, 1971, 1973 i 1977. W hali był mistrzem Włoch w biegu na 60 metrów przez płotki w 1970 i 1971.
Jego rekord życiowy w biegu na 110 metrów przez płotki wynosił 13,6 s (ustanowiony 25 czerwca 1971 w Pradze).